# 대운하 (모네의 연작)
대운하 연작(Le Grand Canal)은 프랑스의 인상파 화가 클로드 모네가 1908년 이탈리아 베네치아에 체류하는 동안 그렸던 베네치아 풍경화 37화 가운데, 베네치아 대운하 (카날 그란데)을 그린 5점의 작품을 말한다.

## 상세
이 시기 모네는 시간마다 달라지는 다양한 조명으로 같은 소재의 면모가 어떻게 변화하는지를 연구하는 습관이 있었으며, 그간의 연작으로도 수련 연작, 포플러나무 연작, 루앙 대성당 연작, 건초더미 연작, 채링크로스 다리 연작 등이 대표적이었다. 모네는 베네치아에 머무는 동안 대운하와 바로 마주한 바르바로궁에 숙소를 마련하였고 그 다음에는 근처 호텔에서 숙박했다. 이 과정에서 모네는 산타 마리아 델라 살루테 성당 근처의 수로 풍경을 담은 그림을 여섯 점 그렸다. 이와 함께 다리오궁처럼 대운하에 있는 개별 건축물도 화폭에 담았다.
2018년 영국 런던의 내셔널 갤러리는 특별전 〈모네와 건축〉(Monet & Architecture)를 개최하여, 클로드 모네가 건축을 통해 어떻게 예술을 구조화하고 생동감을 불어넣었는가를 조명하였다. 이 전시에서 내셔널 갤러리는 베네치아 풍경화 9점을 한 방에 모아 전시하였는데, 현재 어떤 미술관도 두 점 이상의 작품을 영구 소장하거나 전시하지 못하고 있기 때문에 매우 드문 전시로 평가받았다. 이 전시에서 대운하 연작의 경우 샌프란시스코 미술관과 모나코 나흐마드 컬렉션의 소장본을 대여 전시하였다.

## 그림 목록
아래 모든 작품은 캔버스에 유채로 되어 있으며, 카탈로그 번호는 다니엘 빌덴슈타인의 〈In the Monet: Catalogue Raisonné〉에서 제시한 빌덴슈타인 색인 번호를 따랐다.
| 그림                                                                         | 연도   | 색인번호 | 소장처              | 그림 |
| ---------------------------------------------------------------------------- | ------ | -------- | ------------------- | ---- |
| 대운하 The Grand Canal                                                       | 1908년 | (w.1736) | 샌프란시스코 미술관 |      |
| 대운하와 산타마리아 델라 살루테 The Grand Canal and Santa Maria della Salute | 1908년 | (w.1737) | 개인 소장품         |      |
| 대운하 The Grand Canal                                                       | 1908년 | (w.1738) | 보스턴 미술관       |      |
| 대운하 The Grand Canal                                                       | 1908년 | (w.1739) | 나흐마드 컬렉션     |      |
| 대운하와 산타마리아 델라 살루테 The Grand Canal and Santa Maria della Salute | 1908년 | (W.1740) | 개인 소장품         |      |
| 베니스 대운하 The Grand Canal, Venice                                        | 1908년 | (W.1741) | 개인 소장품         |      |

- 대운하 (보스턴 미술관 소장본)
- 산 조르조 마조레 성당 연작
- 클로드 모네의 작품 목록